# 1916 في بيرو
فيما يلي قوائم الأحداث التي وقعت خلال عام 1916 في بيرو.

## رياضة
- 1 يناير – الدوري البيروفي لكرة القدم 1916 الفائز Sport José Gálvez [الإنجليزية]‏.

## مواليد

### يناير
- 1 يناير – كريستينا جالفيز نحاتة بيروفية.

## وفيات

### يناير
- 1 يناير – أنطونيا مورينو ليفا (مواليد 1848)

### يونيو
- 7 يونيو – ألبرتو إلمور فرنانديز دي كوردوبا (مواليد 1844)